# 톨부스

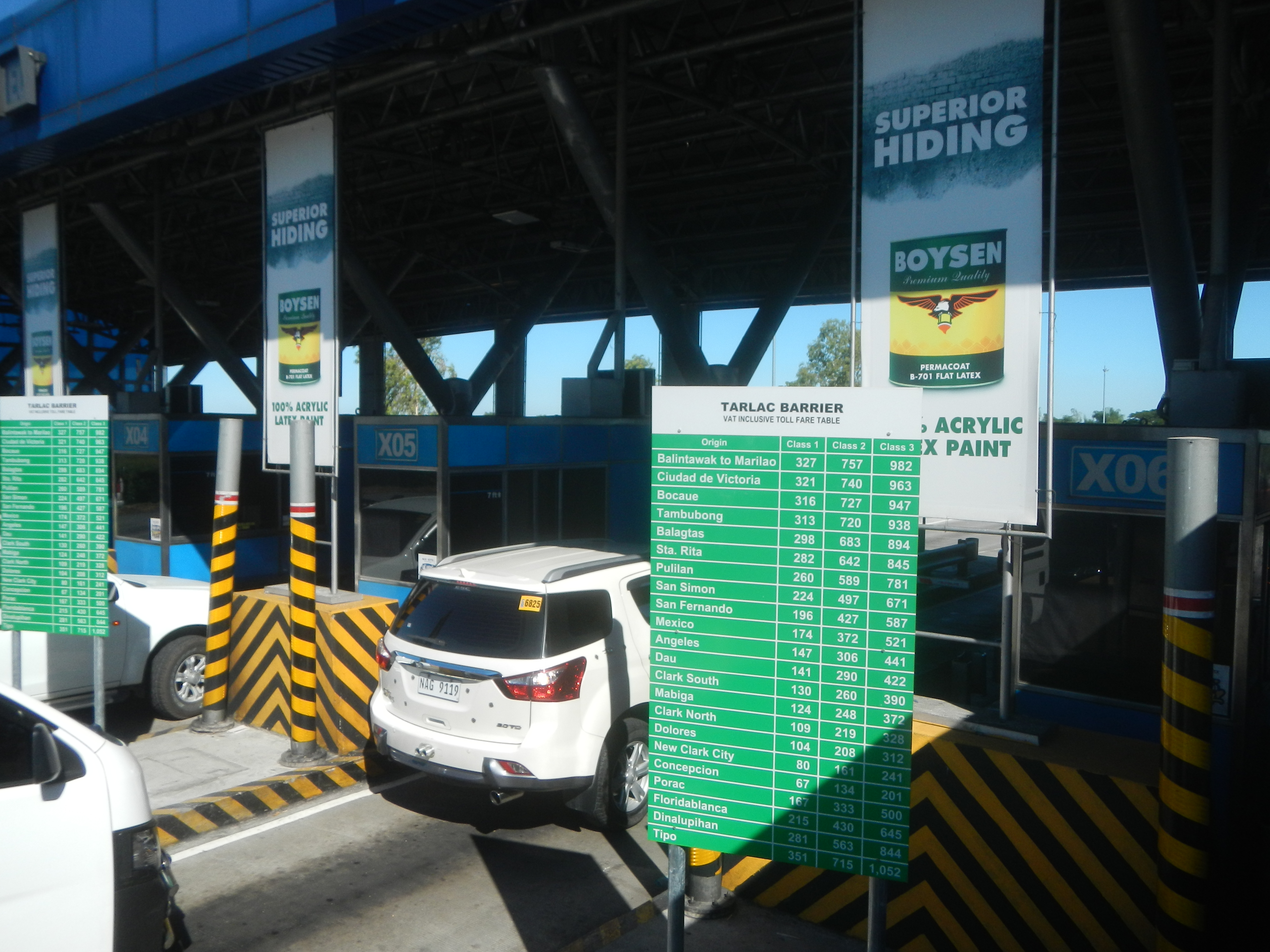
수빅–클라크–탈락 고속도로 필리핀의 톨부스에서 멈춰서는 자동차

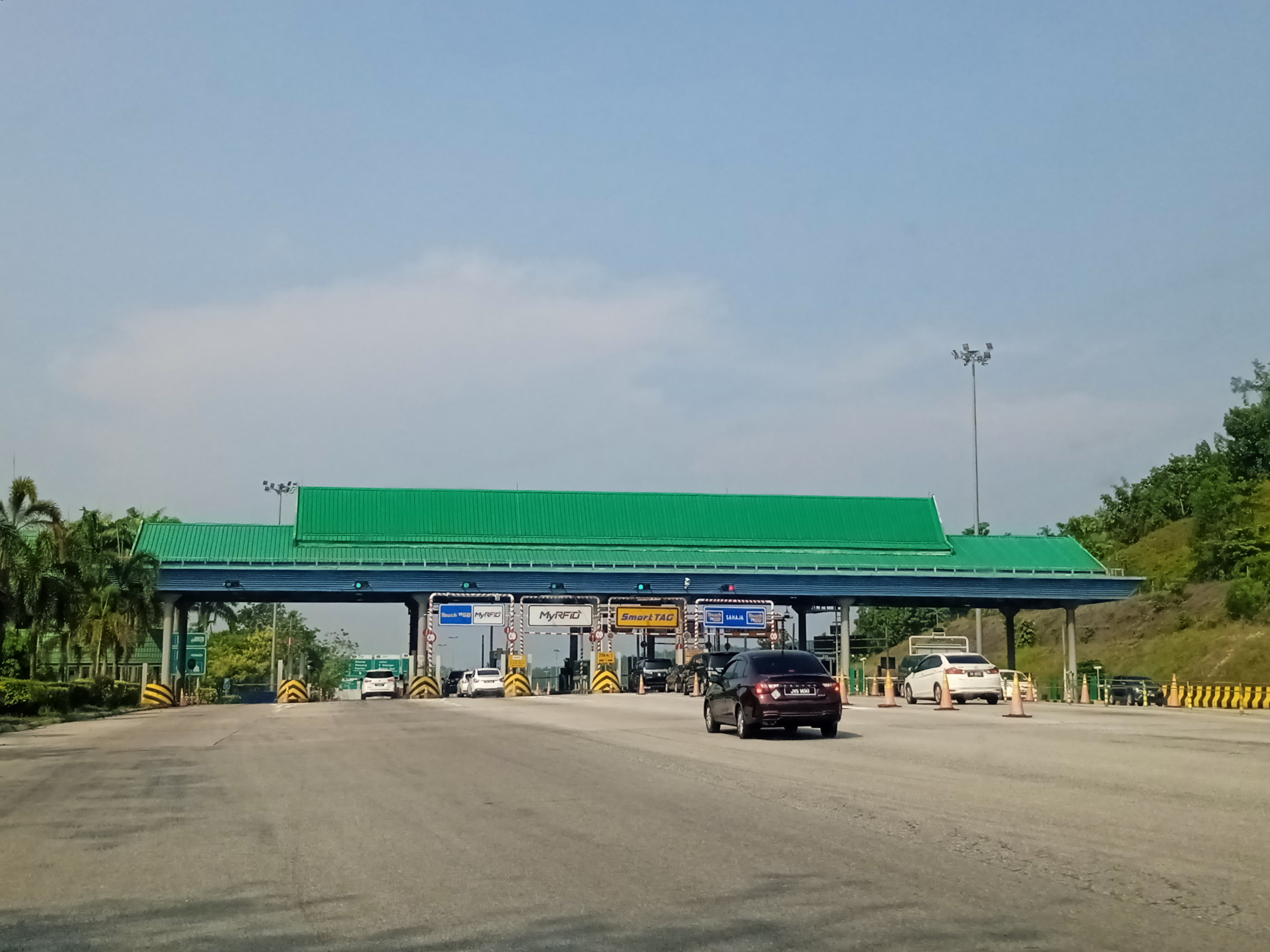
말레이시아 슬랑오르주의 톨부스.

톨부스(Tollbooth) 또는 요금소는 유료도로에 설치되어 통행 차량으로부터 통행료를 징수하는 시설이다. 여러 개의 톨부스가 나란히 있는 구조는 톨게이트라고 불린다. 역사적으로는 교통 요원이 직접 통행료를 징수했으나, 현대에는 미국 북동부의 E-ZPass와 같은 자동 전자 요금 징수 시스템으로 대체되는 경우가 많다.

## 교체

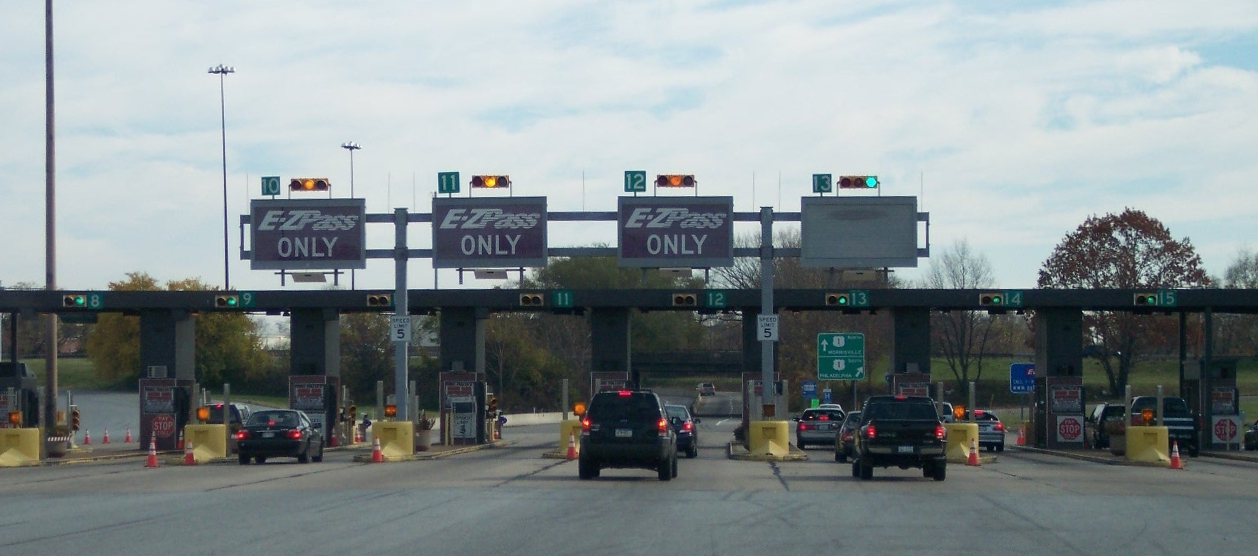
완전 전자 요금 징수로 전환하기 전 펜실베이니아 턴파이크의 요금소

21세기에는 전자 요금 징수(ETC) 시스템이 전 세계 톨부스를 대체했다. ETC는 운전자가 정차하지 않고 통행료를 지불할 수 있는 자동 시스템이다. 자동 요금 징수의 이점으로는 대기 오염 및 연료 소비 감소, 그리고 기존 톨부스에 비해 운전자에게 시간과 비용 절약 등이 있다.

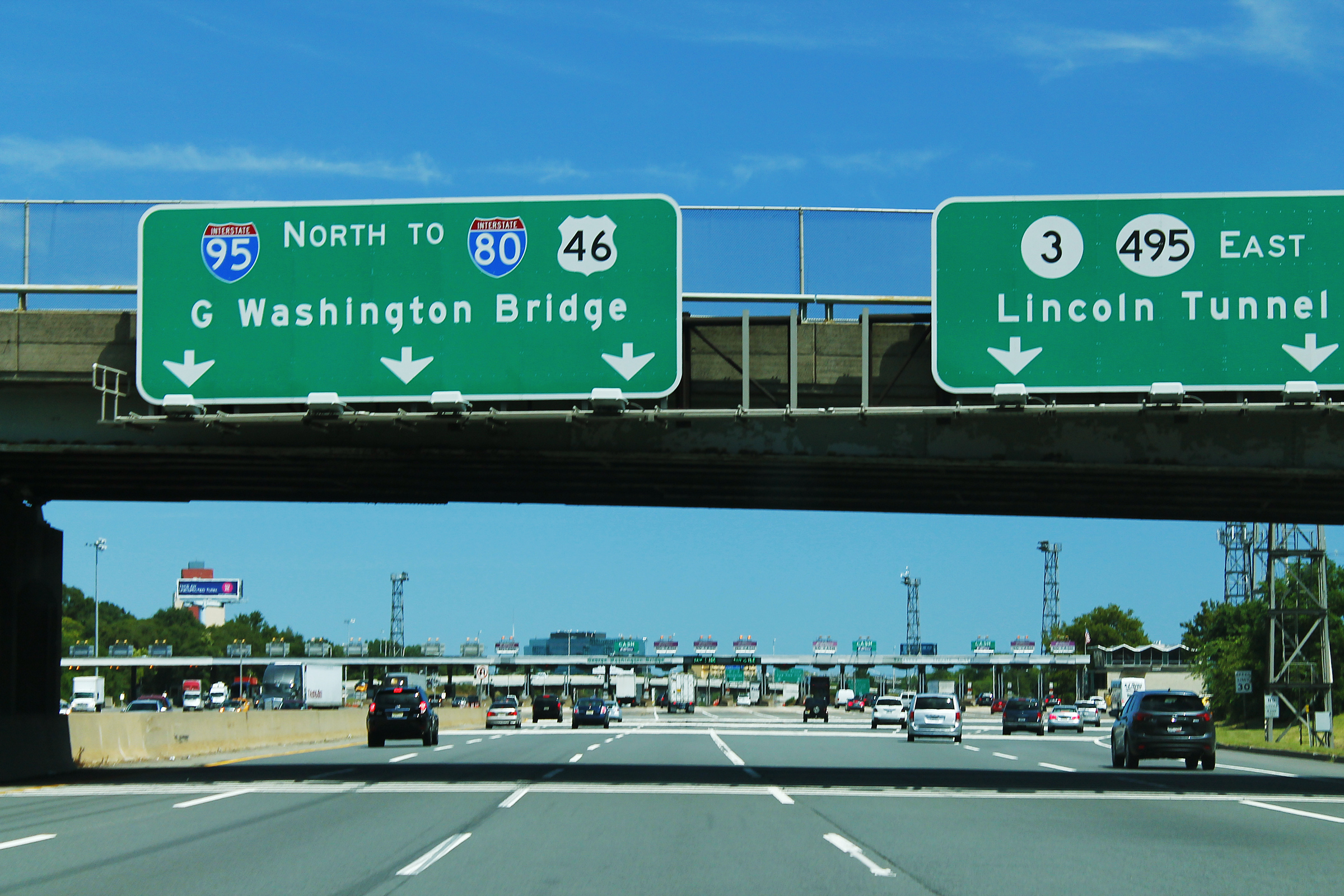
일부 톨부스는 증가하는 자동차 교통량을 수용하기 위해 요금 게이트를 추가하여 확장되었으며, 뉴저지 턴파이크의 이 톨부스가 그 예이다.

코로나19 범유행은 톨부스의 추가적인 감소로 이어져, 미국 메릴랜드주가 모든 요금 시설에서 현금 결제를 없애 완전 전자 요금 징수 방식으로의 전환을 가속화하게 했다. 마찬가지로 펜실베이니아 턴파이크도 완전 전자 요금 징수 방식으로의 전환 계획을 가속화했다. 현재 톨부스가 턴파이크 시스템 전역에 여전히 남아 있지만, 표지판은 운전자에게 "청구하겠다"는 메시지를 통해 요금소를 계속 통과하도록 알린다.

## 같이 보기
- 전자 요금 징수
- 차선 통제 신호
- 신호등
- 요금소
- 톨플라자
- 유료도로